# Dolichostachys
Dolichostachys é um gênero botânico da família Acanthaceae. A sua única espécie é Dolichostachys elongata.